# Арма Айказуни
Арма Айказуни (арм. Արմա Հայկազունի) — 6-й легендарный царь Армении из династии потомков Хайка согласно преданию, изложенному в «Истории Армении» средневекового историка Мовсеса Хоренаци.
Согласно Мовсесу Хоренаци, Арма был сыном Сисака и внуком предыдущего царя Армении — Гегама. После Арма на армянский трон взошёл его сын Арам.